# Ji Xiao’ou
Ji Xiao’ou (chiń. 季晓鸥, ur. 11 czerwca 1980 w Baishan) – chińska narciarka, uprawiająca narciarstwo dowolne. Najlepszy wynik na mistrzostwach świata osiągnęła podczas mistrzostw w Iizuna, gdzie zajęła 11. miejsce w skokach akrobatycznych. Jej najlepszym wynikiem olimpijskim jest 12. miejsce w tej samej konkurencji na igrzyskach olimpijskich w Nagano. Najlepsze wyniki w Pucharze Świata osiągnęła w sezonie 1997/1998, kiedy to zajęła 37. miejsce w klasyfikacji generalnej.
W 1998 r. zakończyła karierę.

## Sukcesy

### Igrzyska olimpijskie
| Miejsce | Dzień     | Rok  | Miejscowość | Konkurencja        | Zwycięzca       |
| ------- | --------- | ---- | ----------- | ------------------ | --------------- |
| 18.     | 13 lutego | 1994 | Lillehammer | Skoki akrobatyczne | Lina Cheryazova |
| 12.     | 18 lutego | 1998 | Nagano      | Skoki akrobatyczne | Nikki Stone     |

### Mistrzostwa świata
| Miejsce | Dzień     | Rok  | Miejscowość | Konkurencja        | Zwycięzca        |
| ------- | --------- | ---- | ----------- | ------------------ | ---------------- |
| 21.     | 19 lutego | 1995 | La Clusaz   | Skoki akrobatyczne | Nikki Stone      |
| 11.     | 9 lutego  | 1997 | Iizuna      | Skoki akrobatyczne | Kirstie Marshall |

### Puchar Świata

#### Miejsca w klasyfikacji generalnej
- 1993/1994 – 86.
- 1994/1995 – 97.
- 1997/1998 – 37.

#### Miejsca na podium
1. Mont Tremblant – 10 stycznia 1998 (Skoki akrobatyczne) – 1. miejsce